# Gustavo Penadés
Gustavo Penadés é um político uruguaio, que atualmente serve como senador do Uruguai pelo Partido Nacional. Foi presidente do Parlamento do Mercosul de 1 de janeiro a 7 de maio de 2023.

## Atuação política
Durante sua trajetória política, Penadés foi parlamentar departamental por Montevidéu (1990-1994) e, posteriormente, deputado nacional pelo mesmo departamento.
Elegeu-se deputado nas eleições de 2019. Desde 1 de março de 2020, ocupa uma vaga de senador após a renúncia de Luis Alberto Heber para assumir o cargo de ministro de Transporte e Obras Públicas.
Em 5 de dezembro de 2022, assumiu a presidência do Parlasul, em substituição ao paraguaio Tomás Bittar. O político ocupará o cargo durante todo o ano de 2023.

## Acusações de abuso sexual de menores
Em março de 2023, a militante Romina Celeste, também filiada ao Partido Nacional, acusou Penadés de abusar sexualmente dela na época em que esta era adolescente. Penadés negou a acusação e anunciou que denunciaria Celeste por calúnia. Após as declarações de Celeste, surgiram outras acusações de abusos a menores contra o político. 